# Sao khổng lồ đỏ

So sánh giữa các sao khổng lồ đỏ và Mặt Trời (bên phải)

Một ngôi sao khổng lồ đỏ là một sao khổng lồ toả sáng với khối lượng thấp hay trung bình đang ở giai đoạn cuối hành trình tiến hoá của nó. Vật chất trong lõi thoái hoá electron và bị nén rất chặt, vì thế khí quyển bên ngoài phồng ra và loãng đi, khiến bán kính mở rộng và nhiệt độ bề mặt hạ xuống thấp, thỉnh thoảng chỉ còn 5.000 K hay thấp hơn. Bề ngoài của sao đỏ khổng lồ trong khoảng màu vàng hay đỏ, gồm các kiểu quang phổ K và M, nhưng cũng gồm cả các sao hạng S và hầu hết các sao carbon.
Đa số các ngôi sao đỏ khổng lồ thông thường là những ngôi sao được gọi là những ngôi sao Nhánh Sao đỏ Khổng lồ (RGB) với vỏ vẫn đang tổng hợp hydro, trong khi lõi là heli không hoạt động. Trường hợp khác của những ngôi sao đỏ khổng lồ đáng chú ý là những ngôi sao Nhánh Tiệm cận Khổng lồ (AGB) tạo ra carbon bởi quá trình triple-alpha từ heli. Trong số sao có các ngôi sao carbon kiểu C-N và cuối C-R.
Các ngôi sao đỏ khổng lồ đáng chú ý trên bầu trời đêm gồm Mira A, Gamma Crucis và Alpha Vulpeculae (Lucida Anseris), Betelgeuse (Sao sâm số 4), Antares A.

## Tổng quan

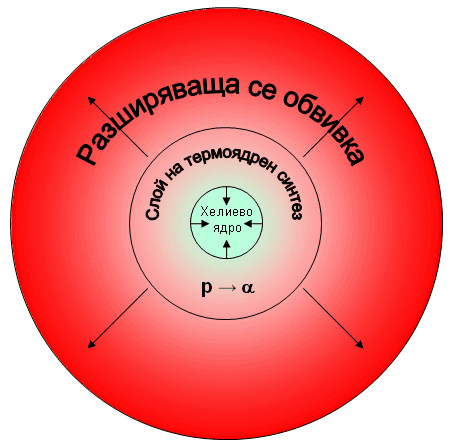

Các ngôi sao đỏ khổng lồ phát triển từ các ngôi sao dãy chính với khối lượng trong khoảng từ 0.5 tới khoảng giữa 4 và 6 lần khối lượng Mặt Trời .
Các sao đỏ khổng lồ là các ngôi sao có bán kính lớn gấp hàng trăm lần bán kính Mặt Trời đã cạn kiệt nguồn cung cấp hydro trong lõi và chuyển sang giai đoạn tổng hợp hydro trong một lớp vỏ bên ngoài lõi. Bởi lõi heli trơ không có nguồn năng lượng riêng, nó thu nhỏ lại và nóng lên, và lực hấp dẫn của nó nén hydro trong lớp ngay phía bên trên, vì thế khiến quá trình tổng hợp diễn ra nhanh hơn. Điều này lại khiến ngôi sao trở nên sáng hơn (từ 1.000 đến 10.000 lần) và lớn ra; mức độ mở rộng của lớp bên ngoài vượt quá mức độ sáng, vì thế khiến nhiệt độ thật giảm xuống. Với những ngôi sao có đủ khối lượng để tạo ra phản ứng tổng hợp heli, một quá trình tương tự diễn ra khi heli ở bên trong cạn kiệt và ngôi sao chuyển sang tổng hợp heli ở lớp vỏ, dù với sự biến thái khác mà trong nhiều trường hợp phản ứng tổng hợp hydro sẽ tiếp tục trong một lớp vỏ ở độ sâu thấp hơn - điều này khiến ngôi sao chuyển vào nhánh tiệm cận khổng lồ.  Nhiệt độ bề mặt giảm khiến ánh sáng quan sát được của ngôi sao chuyển sang màu đỏ — vì thế được gọi là sao đỏ khổng lồ, dù màu của nó thường là vàng. Các ngôi sao dãy chính của kiểu quang phổ A tới K được cho là sẽ trở thành các sao đỏ khổng lồ.
Những ngôi sao có khối lượng rất thấp được cho là sẽ đối lưu hoàn toàn và vì thế không tích tụ được một lõi heli bên trong, và sẽ cạn kiệt tất cả các nguồn nhiên liệu trước khi trở thành sao đỏ khổng lồ. Những ngôi sao như vậy thường được gọi là sao lùn đỏ. Quãng đời được dự đoán của những ngôi sao như vậy lớn hơn so với tuổi hiện nay của vũ trụ, và vì thế không có những quan sát thực tế về những ngôi sao như vậy đang già đi.
Những ngôi sao có khối lượng rất lớn sẽ phát triển thành những ngôi sao siêu khổng lồ di chuyển tới lui theo chiều ngang theo biểu đồ HR, ở kịch điểm phía phải tạo thành các ngôi sao siêu khổng lồ đỏ. Chúng thường kết thúc cuộc đời như những sao siêu mới kiểu II.
Nếu ngôi sao nặng hơn 0.4 nhưng nhẹ hơn 2.7 lần khối lượng Mặt Trời, số lượng heli tăng thêm cho lõi bởi phản ứng tổng hợp hydro ngoài lớp vỏ sẽ tạo ra một vụ lóe bùng heli — một vụ nổ heli tổng hợp trong lõi, sau đó ngôi sao sẽ bắt đầu một giai đoạn tổng hợp heli ngắn trước khi bắt đầu một quá trình đi lên khác của nhánh sao đỏ khổng lồ. Các ngôi sao lớn hơn 2.5 lần khối lượng Mặt Trời, nhưng ít hơn khoảng 4 tới 6 lần, đi vào giai đoạn tổng hợp heli nhẹ nhàng hơn. Giai đoạn tổng hợp heli lõi trong cuộc đời một ngôi sao được gọi là nhánh chân trời trong những ngôi sao ít kim loại, chúng được đặt tên như vậy bởi các ngôi sao đó hầu như nằm trên đường chân trời trong Biểu đồ Hertzsprung-Russell của nhiều cụm sao. Những ngôi sao tổng hợp heli nhiều kim loại không nằm trong nhóm chân trời, mà ở trong một cụm (cụm đỏ) trong biểu đồ Hertzsprung-Russell.
Thực tế, những ngôi sao đó không phải là những quả cầu lớn màu đỏ với rìa rõ ràng (khi một người ở gần nó) như được hiển thị trên nhiều bức ảnh. Vì mật độ rất thấp những ngôi sao đó có thể không có một quyển sáng rõ mà là hình một ngôi sao dần chuyển thành một 'quầng'.

Khi Mặt Trời đã cạn nguồn cung cấp hydro nó sẽ chuyển sang giai đoạn sao khổng lồ đỏ. Kích thước của Mặt Trời hiện nay (hiện ở dãy chính) được so sánh với kích thước ước tính của nó trong giai đoạn sao khổng lồ đỏ.

## Mặt Trời khi trở thành Sao khổng lồ đỏ
Mặt Trời được cho là sẽ trở thành một ngôi sao khổng lồ đỏ không muộn hơn 7,59 tỷ năm nữa. Người ta đã tính toán rằng Mặt Trời sẽ lớn ra đủ để nhấn chìm các quỹ đạo của tất cả các hành tinh phía trong của Hệ Mặt Trời, bao gồm cả Trái Đất. Tuy nhiên, Mặt Trời sẽ mất một khối lượng lớn khi trở thành sao khổng lồ đỏ, và tất cả các hành tinh, trừ Sao Thủy và Sao Kim có lẽ sẽ thoát được trong các quỹ đạo quay lớn hơn. Số mệnh của Trái Đất còn chưa rõ ràng. Những tính toán trước đây cho rằng Trái Đất sẽ thoát ra với một quỹ đạo lớn hơn, tuy nhiên những nghiên cứu thực hiện năm 2008 cho thấy vì sự tương tác thủy triều giữa Mặt Trời và Trái Đất, có lẽ Trái Đất sẽ bị nuốt chửng dù Mặt Trời mất khối lượng.
Trước khi điều này xảy ra; sinh quyển của Trái Đất đã bị phá hủy từ lâu bởi độ tăng ánh sáng liên tục của Mặt Trời khi nguồn cung cấp hydro giảm đi và lõi của nó co lại. Trong vòng vài tỷ năm nguồn năng lượng tăng thêm này sẽ làm bốc hơi các đại dương trên Trái Đất. Hydro từ nước sẽ bay vào không gian và khí quyển Trái Đất sẽ trở nên giống với khí quyển Sao Kim, trong vài tỷ năm nữa, đa phần khí quyển cũng sẽ mất vào vũ trụ; để lại một Trái Đất đã bị đốt cháy, và bề mặt của nó đã tan chảy.

## Sự sụp đổ
Một ngôi sao khổng lồ đỏ có thể sụp đổ thành:
- Sao lùn trắng (Nếu ban đầu có khối lượng từ 0,075 - 10 lần Mặt Trời)
- Sao neutron, sao lạ (Nếu ban đầu là ngôi sao có khối lượng từ 10 - 25 lần Mặt Trời)